# 凤鸣街道 (眉山市)
凤鸣镇，是中华人民共和国四川省眉山市彭山区下辖的一个乡镇级行政单位。

## 行政区划
凤鸣镇下辖以下地区：
城中社区、城东社区、城西社区、南星社区、东红社区、集关社区、红星社区、平乐社区、双漩社区、石家村、宝珠村、菱角村、易埝村、江渔村、惠灵村和金烛村。